# Domácí kompostování
Domácí kompostování, nebo též domovní kompostování, je způsob kterým si domácnost obvykle vyrábí kompost z bioodpadů produkovaných v domácnosti a na zahradě. Obvykle je realizováno v malém kompostéru o rozměrech cca 1 × 1 × 1 m (obr. 1), který může být vyroben ze dřeva, z pletiva, z plastu nebo lze na zahradě též kompostovat v kupě nebo v zemní jámě. Alternativou ke kompostování je vermikompostování.

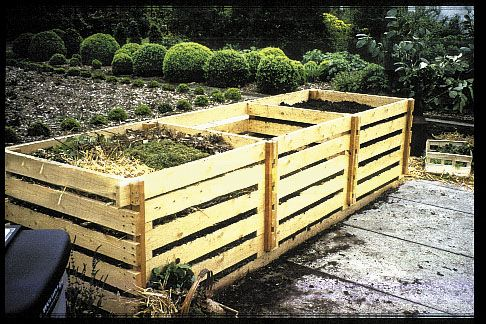
Obvyklý kompostér pro domácí kompostování

Domácí kompostování je z hlediska legislativy považováno za předcházení vzniku odpadu. Z hlediska hierarchie odpadového hospodářství je předcházení vzniku odpadů na prvním místě a mělo by být upřednostňováno. K tomu slouží programy na podporu domácího kompostování vedené většinou obcí či městem. Podle mínění některých autorů je na vesnicích málo ekonomické zavádět centralizovaný systém separace a je výhodnější vychovávat obyvatele.

## Pokyny uváděné při domácím kompostování
Kompostér by měl být nádobou s poklopem bez dna, širokou 2 m vysokou 1,5 m.
Teoreticky je možné kompostovat všechny organické (tedy rostlinné i živočišné) látky. Ovšem u některých materiálů (dřevo, kosti) je i s ohledem na dobu rozkladu vhodnější jiný způsob degradace či obezřetnost s ohledem na povahu substrátu. Hrubý, málo živný a suchý materiál je vhodné nadrtit a smísit s vlhkým a bohatým na živiny. Ideální materiál je poměrně vlhký a snadno podléhající humifikaci. Nicméně při větším množství trávy a vařených kuchyňských zbytků bývá doporučováno tyto materiály smíchat s hrubším materiálem. Výsledkem hromadění materiálu, jenž snadno podléhá rozkladu, například vlhké trávy, bývá nežádoucí zápach, silné zvýšení teploty a převaha anaerobních procesů hnití. Proto bývá doporučeno smísení s méně vlhkým materiálem, jenž se hůře rozkládá, jako je sláma, shrabané suché listí a také s již vyzrálým kompostem nebo zeminou. Smísením jsou také do substrátu přidány potřebné mikroorganizmy a drobní živočichové. Do kompostu není považováno za vhodné přidávat materiály, které jsou chemicky ošetřeny (především fungicidy a insekticidy), například slupky koupeného ovoce, především tropického. Rostliny, které jsou napadeny chorobami, jež způsobují infekce rostlin během vegetace, není doporučeno kompostovat, aby nedošlo k šíření patogenů.

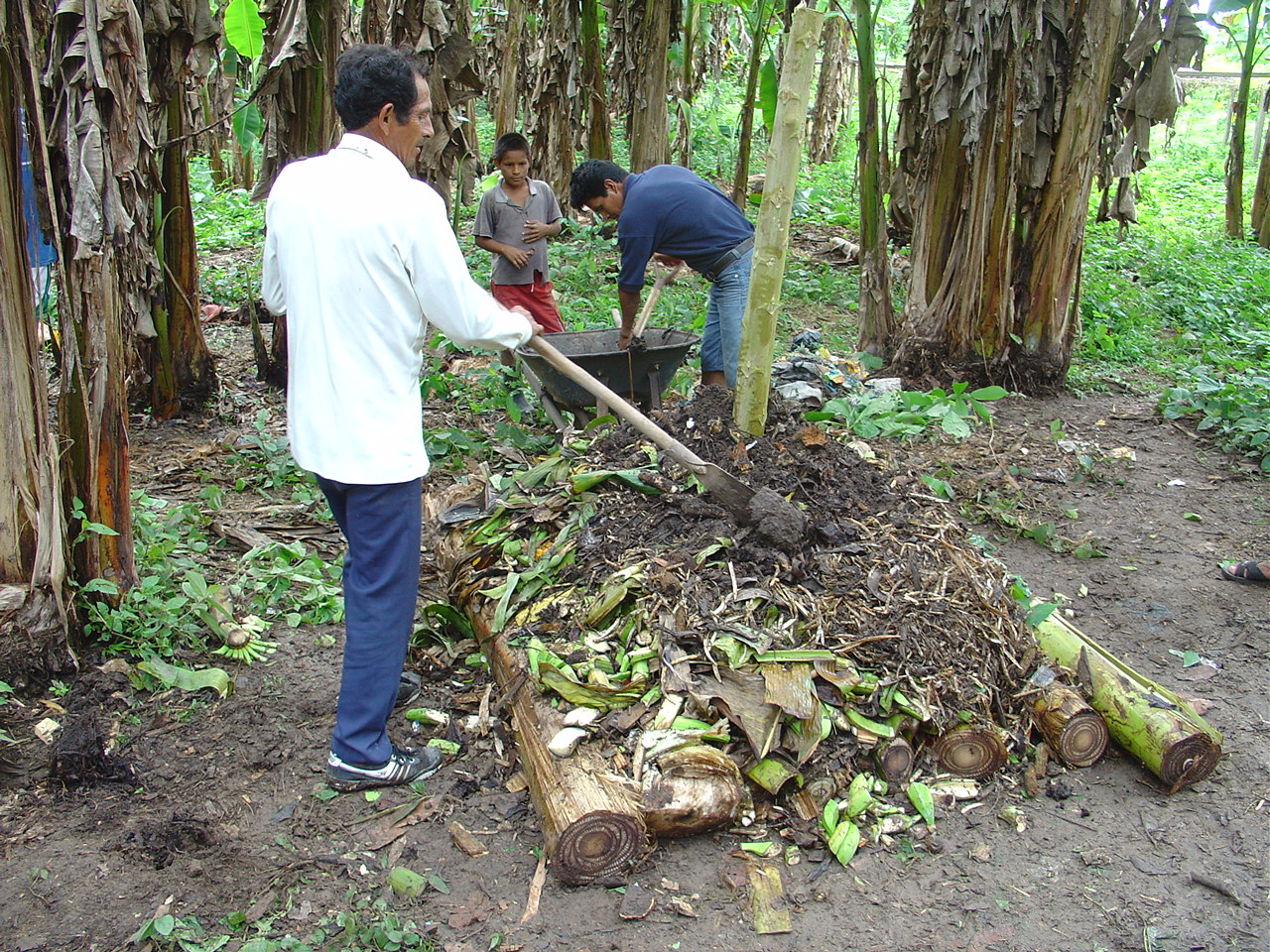
Domácí kompostování v peruánské Amazonii - ekvádorská metoda kompostování. Vesnice Monte de los Olivos, Region Ucayali, Peru

Při kompostování je třeba zajistit kontakt kompostu s půdou ve spodní části, kompostér by měl být umístěn ve stínu, nebo polostínu a zakryt stříškou proti větru a dešti, ale podle potřeby, počasí, místa, a povahy kompostovaného materiálu, by měl být v některých případech i zavlažován.
V prodeji je tzv. urychlovač kompostování, který může být aplikován na začátku a v průběhu kompostování pro urychlení zrání kompostu. Je doporučováno obsah kompostu provzdušňovat a jako jedna z důležitých zásad se uvádí, že: "ze špatných surovin nemůže být dobrý kompost". Zralý kompost lze poznat podle struktury materiálu, organické zbytky se změní na substrát podobný kypré zemině.

## Možnosti domácího kompostování
- Kompostovací sáčky a tašky - sběr a převoz organického odpadu
- Kompostovací pytle - alternativa klasického kompostování, pytel je vhodné umístit do pevné nádoby (např. květináče)
- Kuchyňské nádoby na kompostování - odvětrávané košíky, keramické nádoby nebo obyčejné plastové kyblíky
- Fermentátor (mikrokompostér) - způsob kompostování na bázi anaerobní fermentace
- Otočný kompostér - tvar sudu s klikou na rotování nádoby
- Vermikompostér - klasický kompost provzdušňovaný díky všudypřítomným žížalám.